# おもいで酒
「おもいで酒」（おもいでざけ）は、1979年1月25日に発売された小林幸子の28枚目のシングル。

## 背景
発売当初はB面の「六時、七時、八時あなたは…」が表題曲だった。発売後、B面の「おもいで酒」が大阪有線放送局で総合1位になり、ジャケットと曲順を変更して再発売された。
本曲のヒットで念願の『NHK紅白歌合戦』初出場を果たした。
『NHK紅白歌合戦』では、1979年『第30回NHK紅白歌合戦』、1982年『第33回NHK紅白歌合戦』に小林によって歌唱されている。

## チャート成績・受賞
初登場時は77位であったが徐々にランクを上げてゆき、発売から4か月経ってオリコンのトップ10にランクインした。17週目に1位を獲得、渥美二郎の「夢追い酒」、ジュディ・オングの「魅せられて」に次いで1979年の年間第3位を獲得し、翌1980年にも年間31位にランクインした。小林にとっては「ウソツキ鴎」以来のヒットとなり、200万枚のセールスを記録した。
TBSの『ザ・ベストテン』で、演歌では渥美の「夢追い酒」（1979年5月17日）に次いで2番目に（1979年7月19日）ベストテン入りした曲である。同番組での週間の最高位は第5位だったが、10位以内に通算15週、20位以内には合計31週間ランクインし同番組の1979年年間ベストテンで第1位となった。
第21回日本レコード大賞・最優秀歌唱賞・金賞、第10回日本歌謡大賞・放送音楽賞、第12回日本作詩大賞・大衆賞、第12回日本有線大賞・ベストヒット賞など数々の歌謡賞を受賞した。

## リメイクバージョン
1997年5月21日発売のアルバム『小林幸子特選集 越後情話』には「おもいで酒」の新録音バージョンが収録された。以降のアルバムでは新録音バージョンで収録されることが多い。
ネオソウル・ギターデュオSOUL GAUGEの2枚目のアルバム『Walk on Japan 〜Everlasting Lovers〜』にアレンジバージョンが収録された。

## 収録曲
| #         | タイトル                      | 作詞       | 作曲      | 編曲      | 時間 |
| --------- | ----------------------------- | ---------- | --------- | --------- | ---- |
| 1.        | 「おもいで酒」                | 高田直和   | 梅谷忠洋  | 薗広昭    | 3:43 |
| 2.        | 「六時、七時、八時あなたは…」 | 麻生香太郎 | 八角朋子  | 福井峻    | 3:12 |
| 合計時間: | 合計時間:                     | 合計時間:  | 合計時間: | 合計時間: | 6:55 |

## タイアップ
| # | 曲名                          | タイアップ                                                                  | 出典   |
| - | ----------------------------- | --------------------------------------------------------------------------- | ------ |
| 1 | 「おもいで酒」                | 名古屋テレビ・テレビ朝日系テレビアニメ『無敵ロボ トライダーG7』第32話挿入歌 |        |
| 2 | 「六時、七時、八時あなたは…」 | TBS系テレビドラマ『母子草』主題歌                                           | [ 11 ] |

## カバー
- 森進一  (1979年、アルバム『 新宿・みなと町 』)
- 渥美二郎（1979年、アルバム『演歌熱唱 其の二』）
- 藤圭子（1979年、アルバム『 〜10周年記念〜涙唱!藤圭子（船村徹・遠藤実作品集）』『GOLDEN☆BEST 藤圭子 ヒット&カバーコレクション 艶歌と縁歌』）
- 北原由紀  (1979年、アルバム『 待ちわびて 』)
- 八代亜紀  (1980年、アルバム『 八代亜紀大全集 〜魅惑の演歌熱唱〜 』)
- 冠二郎  (1989年、アルバム『 特選集 冠二郎／しのび酒 』)
- 香西かおり（1991年、アルバム『綴織百景Vol.1 酒』）
- 大月みやこ  (1995年、カバー・アルバム『昭和の名曲を歌う VOL.9 ～21世紀へ歌い継がれる歌～』)
- 瀬川瑛子  (1996年、アルバム『 瀬川瑛子大全集－瀬川瑛子30周年の集大成－ 』)
- 中村美律子  (1997年、アルバム『 熱唱!中村美律子〜高田直和の世界〜 』)
- 五木ひろし  (2004年、ベスト・アルバム『 いろはにほへどはやりうた〜酒よおもひでつれてこい〜 』)
- 西方裕之  (2010年、カバー・アルバム『 昭和を歌う〜演歌の王道〜 』)
- 千昌夫  (2010年、カバー・アルバム『 演歌カバーデラックス〜絶品の歌唱で聴く〜 』)
- カレン  (2011年、アルバム『 カレンの演歌がいっぱい3 』)
- 二葉百合子  (2011年、カバー・アルバム『 二葉百合子 昭和歌謡を歌う ～珠玉のカバーソングコレクション～ 』)
- 森昌子  (2011年、カバー・アルバム『 森昌子 清らかな唄声に魅せられる 歌謡曲・ カバー名曲編 』)
- 増位山太志郎  (2013年、アルバム『 増位山太志郎〜盛り場・旅情歌謡を唄う〜 』)
- 都はるみ  (2014年、アルバム『 都はるみ 昭和を歌う ～さざんかの宿・大阪しぐれ～ 』)
- 坂本冬美  (2017年、カバー・アルバム『 ENKA II 〜哀歌〜 』)
- 市川由紀乃  (2018年、カバー・アルバム『 唄女Ⅲ～昭和歌謡コレクション&阿久悠作品集 』)